# H.a.n.d.
h.a.n.d是1993年成立的电子游戏开发商，总部位于日本北海道札幌市。公司早期向大学销售麥金塔软硬件，后因行业竞争激烈，公司转向软件开发业务。
公司早期主要游戏作品为Dreamcast游戏《寶藏獵人》（2000年）。与东星软件类似，h.a.n.d也在幕后不署名开发游戏。